# Ricardo Benavent Feliu
Ricardo Benavent Feliu (València, 2 de juny de 1848 – 16 d'agost de 1929) fou un compositor i escriptor valencià. Residí a Benissa (la Marina Alta) fins a complir deu anys. Aleshores, es traslladà a València i es va posar a càrrec de Just Fuster.
Rebé les primeres classes de solfeig, piano i dret del seu pare. En la revista El Arte (8-3-1874, núm. 23) es menciona una interpretació de La carità de Rossini a la Filharmònica de Madrid arranjada per Benavent. Fou col·laborador de la revista Boletín Musical de València dirigida per Antonio Sánchez Ferrís amb un total de 12 articles. Compongué obres no publicades com: Romanza sin palabras, Romanza y sombras y luz. Es dedicà a les lletres i publicà una obra en dos volums, Un paseo por Europa central y meridional (Luis Caralà y Serra, 1899).